# 三重県道762号朝明渓谷線
三重県道762号朝明渓谷線（みえけんどう762ごう あさけけいこくせん）は、三重県三重郡菰野町内を通る一般県道である。

## 概要

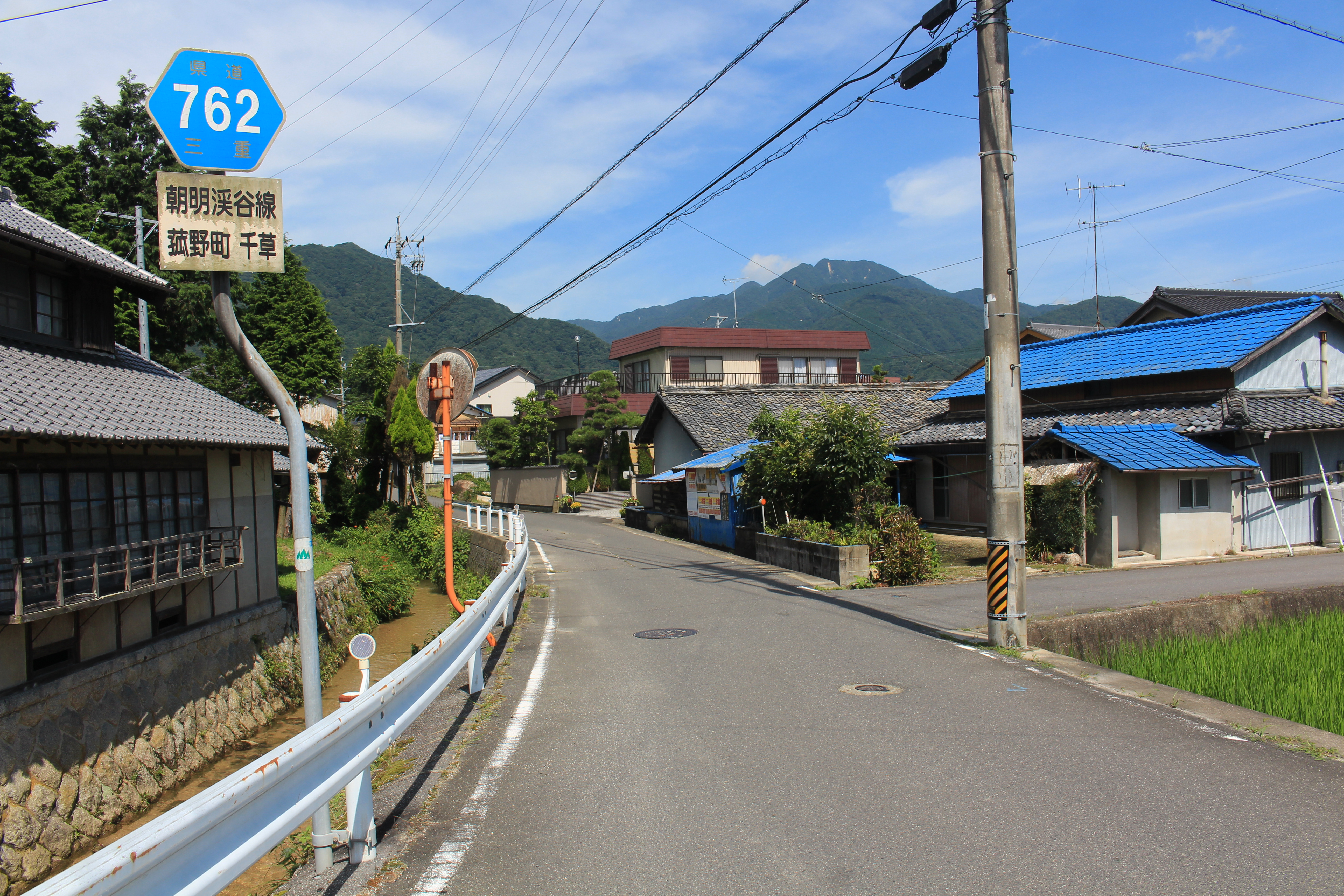
三重県道762号朝明渓谷線、菰野町千草にて

### 路線データ
- 起点：三重県三重郡菰野町大字千草字見切谷7145番地[1][2]（朝明渓谷）
- 終点：三重県三重郡菰野町大字潤田字西堀2154番地先[1][2]（国道306号交点）

## 沿革
- 1983年（昭和58年）10月4日 - 認定、道路区域の決定、道路の供用開始[3]
  - 起点：三重県三重郡菰野町大字千草字ムベガ平7163番地先
  - 終点：三重県三重郡菰野町大字潤田字西堀2154番地先（延長 7,629.20m）
- 1991年（平成3年）6月14日 - 道路区域の変更[4]（路線を延長、起点を変更）

三重県三重郡菰野町大字千草字ムベガ平7163番地先（旧・起点） から
三重県三重郡菰野町大字千草字ムベガ平7163番地先 まで（延長 36.00m）
を
三重県三重郡菰野町大字千草字見切谷7145番地（新・起点） から
三重県三重郡菰野町大字千草字ムベガ平7163番地先 まで（延長 83.50m）
に変更（路線を 47.50m 延長）

## 地理

### 通過する自治体
- 三重県三重郡菰野町

### 接続する道路
- なし（起点：朝明渓谷）
- 三重県道626号千草永井線（菰野町大字千草）
- 国道306号（終点：菰野町大字潤田）

### 周辺
- 鈴鹿国定公園
- 釈迦ヶ岳
- 朝明渓谷（朝明川）
- 尾高山
- 尾高高原
- 三重県民の森
- 尾高観音
- 尾高温泉
- 名古屋文化学園 尾高キンダーハイム
- 菰野町役場
- 菰野町消防本部消防署
- 菰野町立千種小学校
- 千種郵便局
- 三重カントリークラブ

## 別名
- 千草街道（菰野町）